# Chameyrat

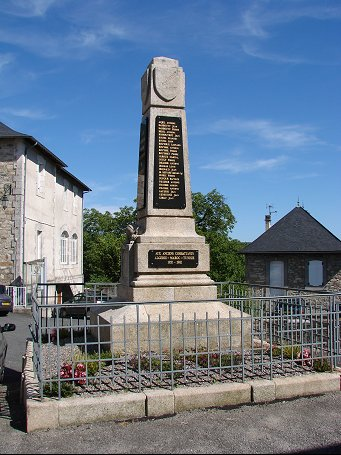
Pomnik w Chameyrat (2009)

Chameyrat – miejscowość i gmina we Francji, w regionie Nowa Akwitania, w departamencie Corrèze.
Według danych na rok 1990 gminę zamieszkiwało 1569 osób, a gęstość zaludnienia wynosiła 83 osoby/km² (wśród 747 gmin Limousin Chameyrat plasuje się na 61. miejscu pod względem liczby ludności, natomiast pod względem powierzchni na miejscu 366.).

## Populacja

Populacja Chameyrat w latach 1962–2008